# Martina Lubyová
Martina Lubyová (ur. 12 maja 1967 w Bratysławie, zm. 20 listopada 2023) – słowacka ekonomistka, w latach 2017–2020 minister edukacji, nauki, badań naukowych i sportu.

## Życiorys
Jej ojciec, fizyk Štefan Luby, był prezesem Słowackiej Akademii Nauk. Martina Lubyová została absolwentką wydziału matematyki i fizyki oraz wydziału prawa Uniwersytetu Komeńskiego w Bratysławie. Następnie kształciła się w zakresie ekonomii na State University of New York oraz w CERGE-EI w Pradze. Doktoryzowała się ze statystyki na Uniwersytecie Ekonomicznym w Bratysławie.
Pracowała w różnych instytucjach badawczych, takich jak Akademia Nauk Republiki Czeskiej, Tinbergen Instituut w Amsterdamie oraz Institut für Höhere Studien w Wiedniu. Była również zatrudniona w siedzibie OECD w Paryżu, a od 2000 do 2010 w Międzynarodowej Organizacji Pracy, gdzie od 2009 zajmowała stanowisko dyrektorskie. Została wykładowcą na Uniwersytecie Ekonomicznym w Bratysławie, a także badaczem w instytucie statystycznym Słowackiej Akademii Nauk (SAV). W 2012 objęła funkcję zastępcy dyrektora tej jednostki. W 2013 została dyrektorem nowo utworzonego w ramach SAV centrum zajmującego się naukami społecznymi i psychologicznymi. Dołączyła później również do prezydium akademii.
13 września 2017 z rekomendacji Słowackiej Partii Narodowej objęła stanowisko ministra edukacji, nauki, badań naukowych i sportu w trzecim rządzie Roberta Ficy. Pozostała na tym stanowisku również w utworzonym 22 marca 2018 gabinecie Petera Pellegriniego. Urząd ten sprawowała do 21 marca 2020.